# Ratkovac (Lajkovac)
Ratkovac (Servisch cyrillisch: Ратковац) is een plaats in de Servische gemeente Lajkovac. De plaats telt 378 inwoners (2002).

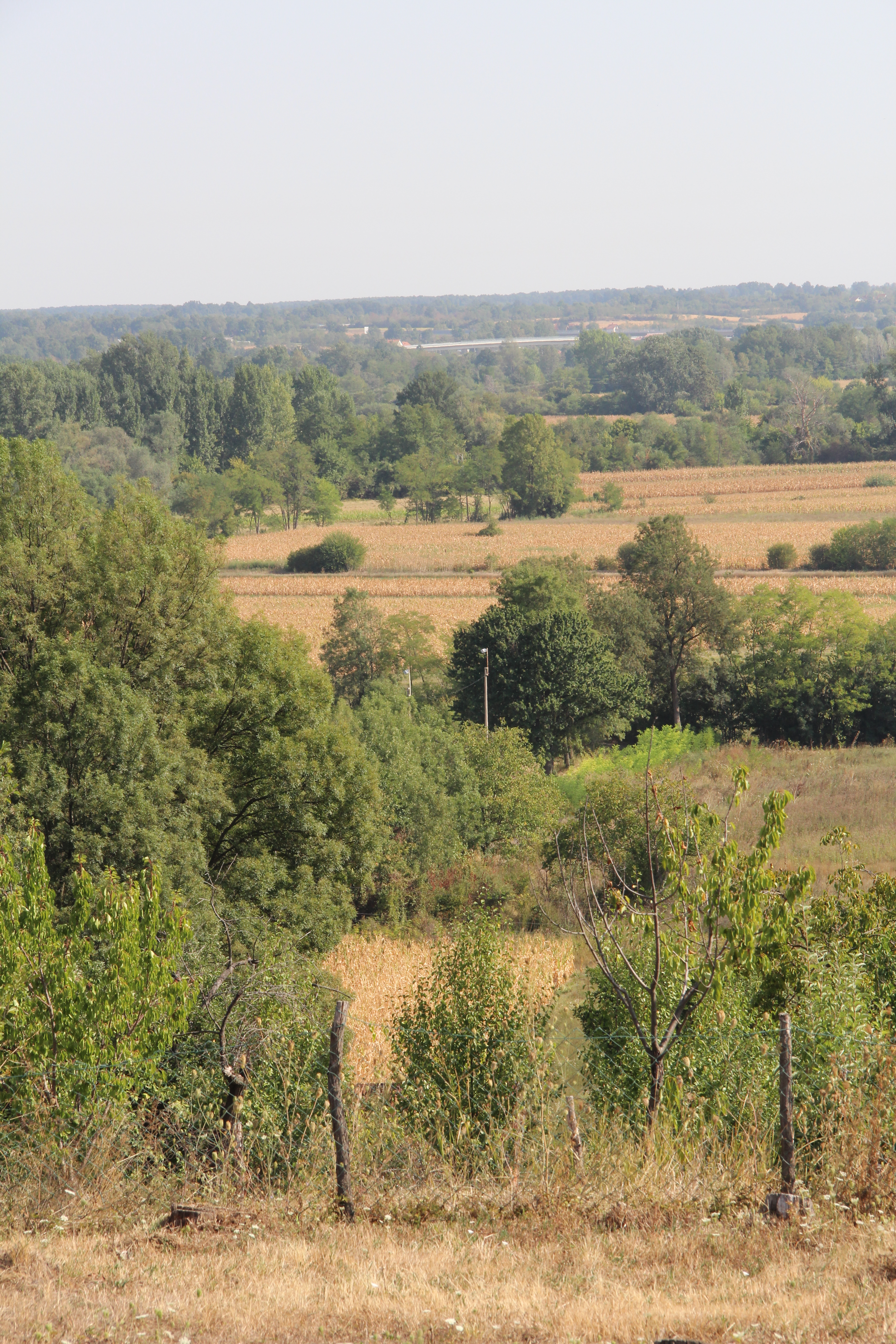
Ratkovac - Panorama
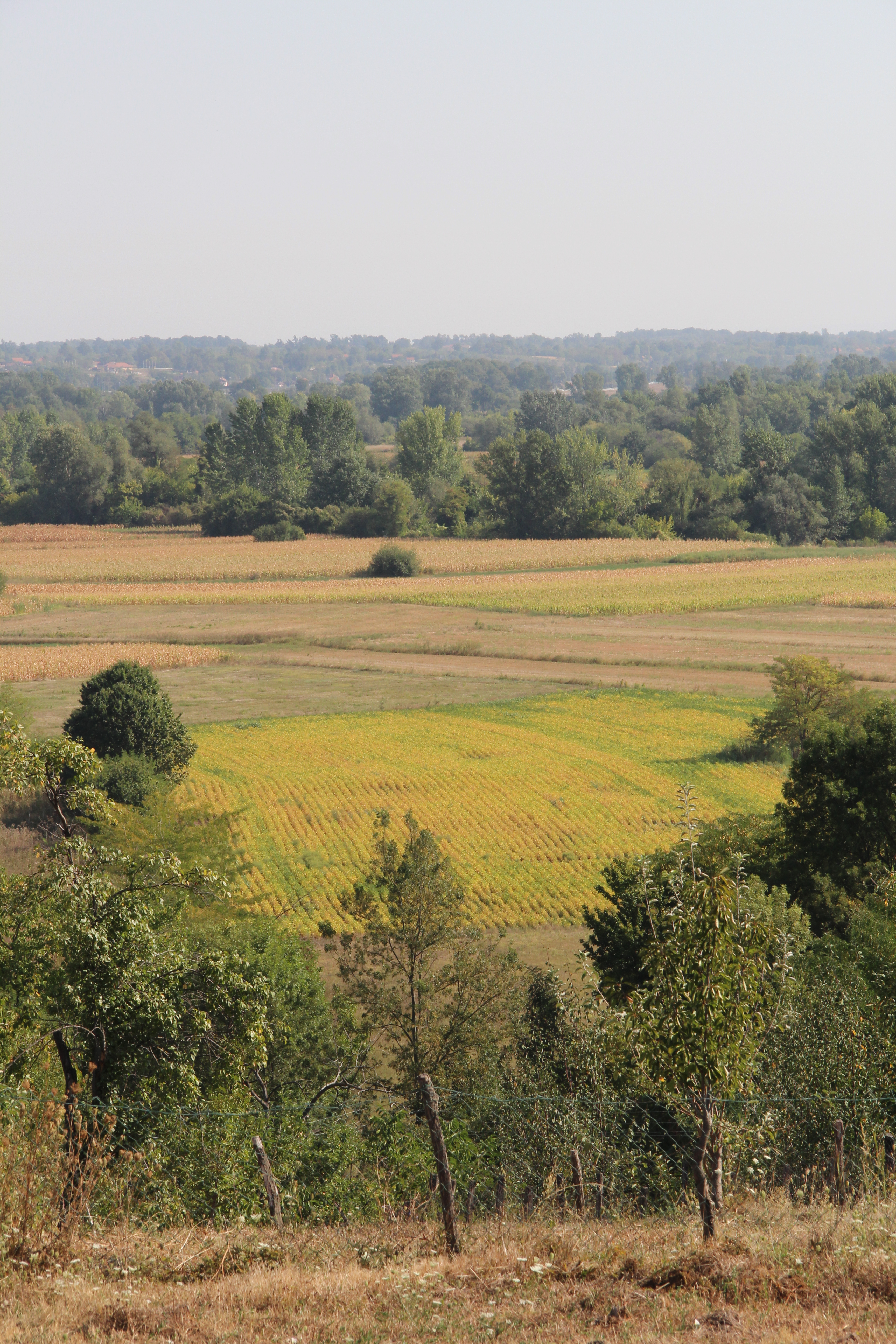
Ratkovac - Panorama
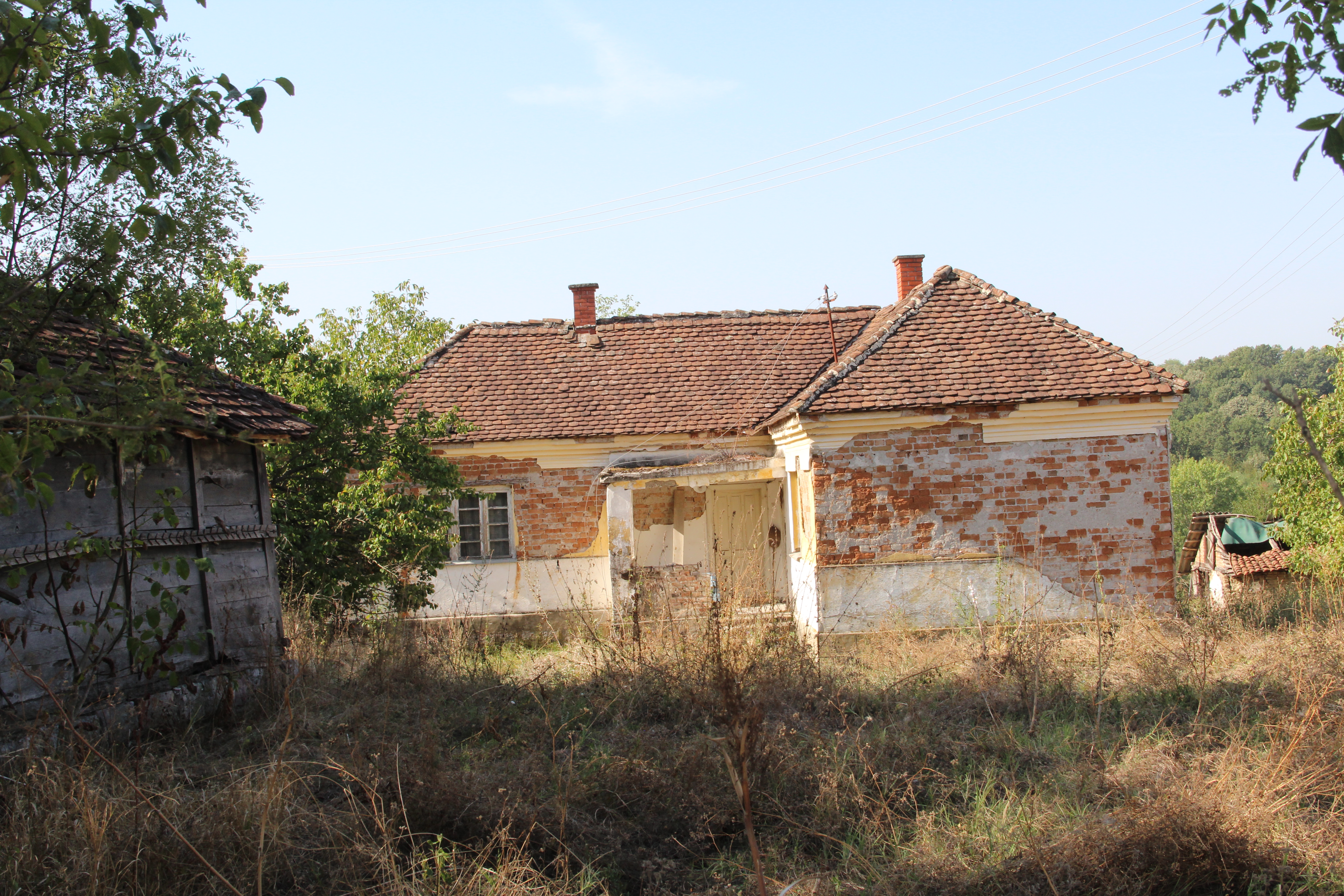
Ratkovac - Panorama
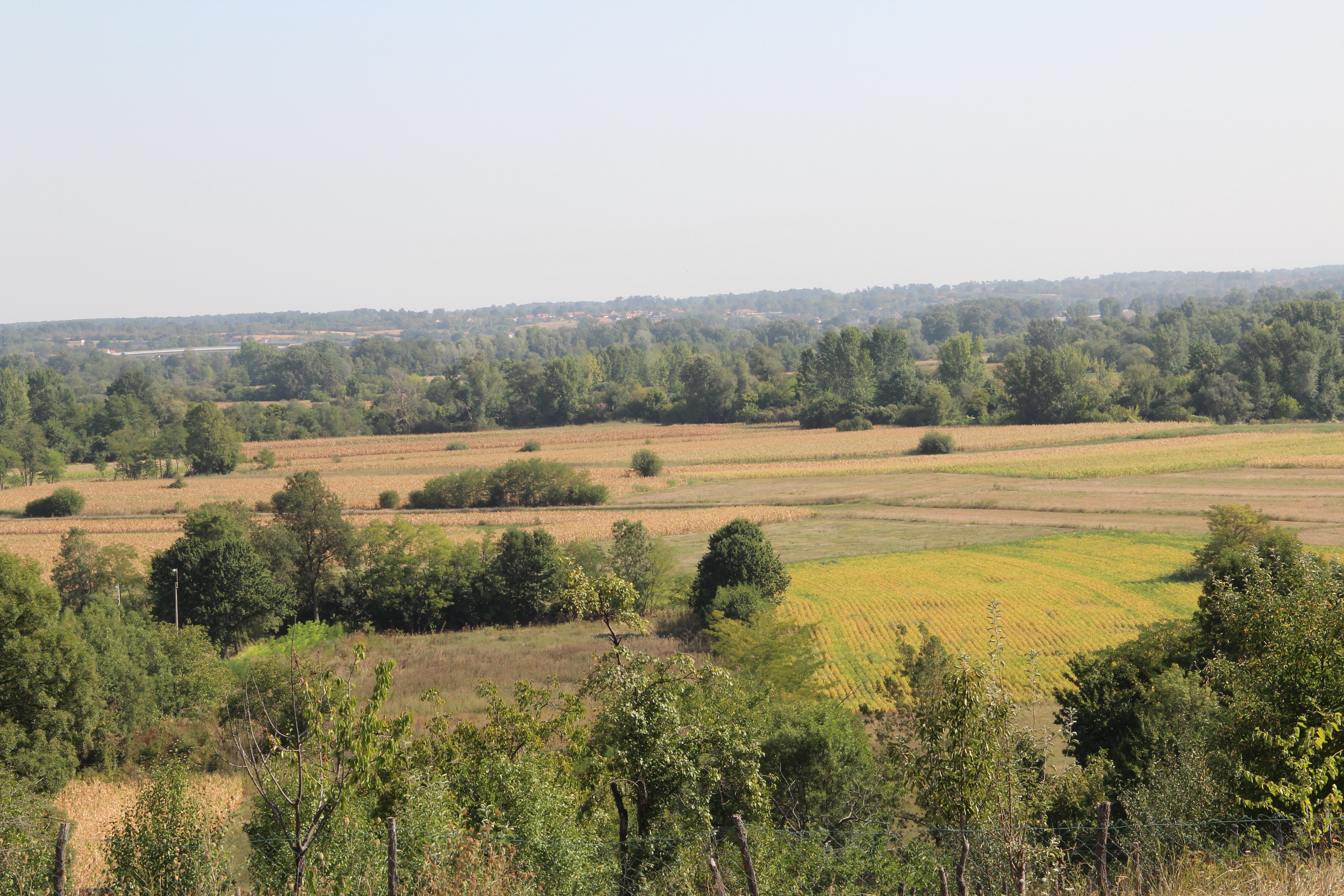
Ratkovac - Panorama
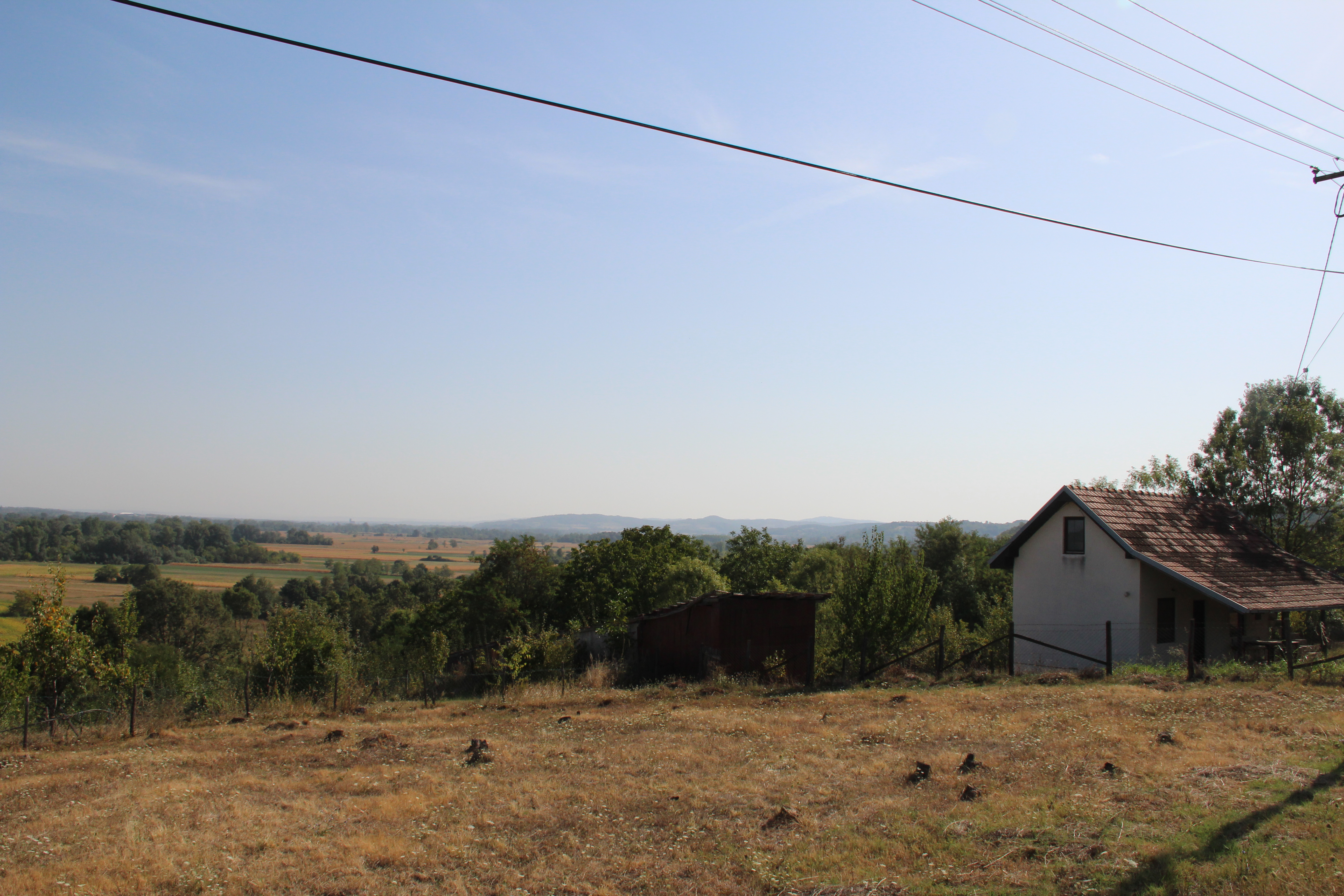
Ratkovac - Panorama
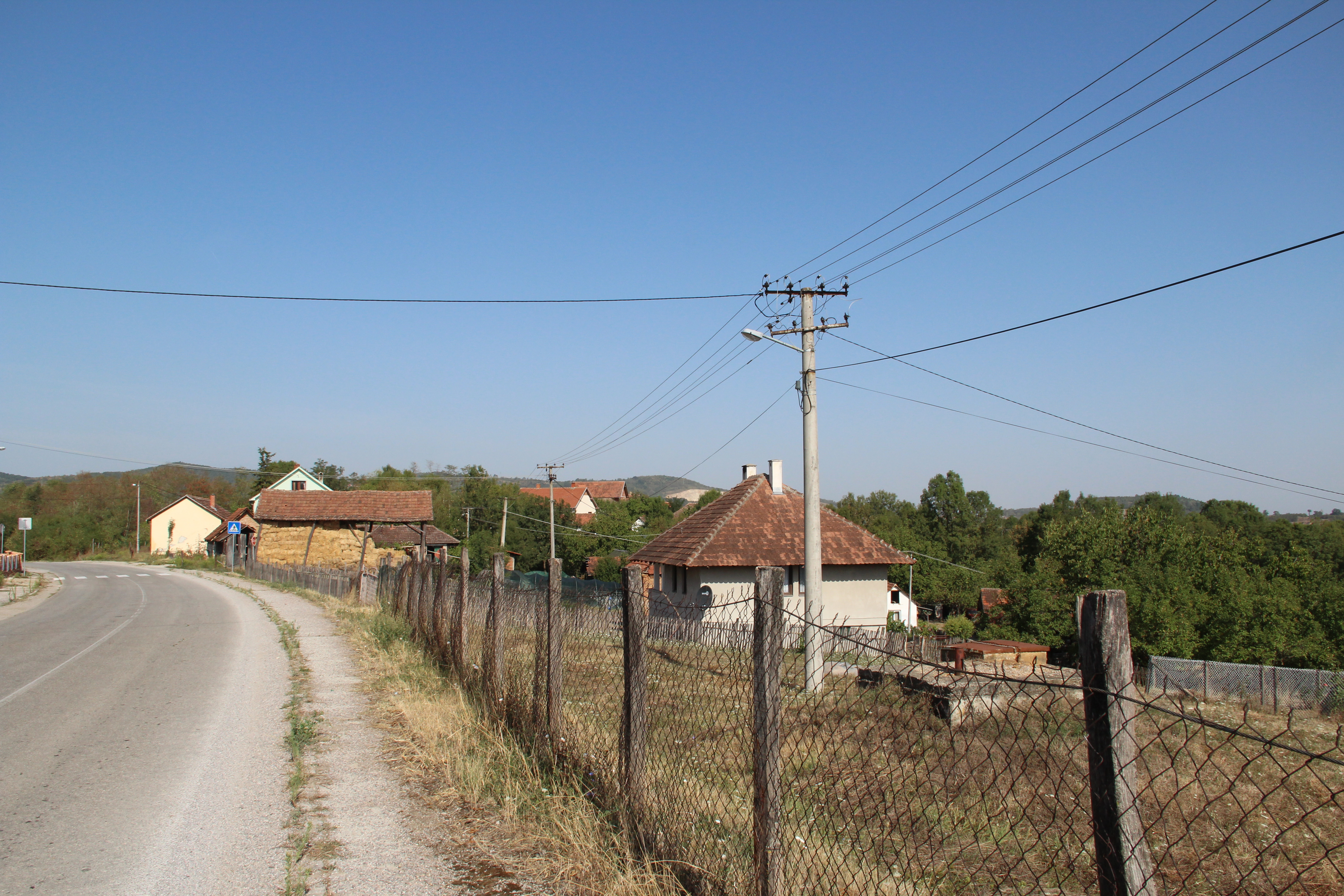
Ratkovac - Panorama